# 响肠镇
响肠镇，是中华人民共和国安徽省安庆市岳西县下辖的一个乡镇级行政单位。

## 行政区划
响肠镇下辖以下地区：
无愁村、新浒村、千佛塔村、金山村、响肠村、请水寨村和独山村。

## 中国传统村落
2013年8月，响肠村、请水寨村获评第二批中国传统村落。